# Sint-Hubertuskerk (Alem)
De Sint-Hubertuskerk is de parochiekerk van Alem in de Nederlandse provincie Gelderland. De kerk is gelegen aan de Sint Odradastraat 7.

## Geschiedenis
Reeds in de 11e eeuw was er sprake van een kapittelkerk in Alem, gewijd aan de Heilige Odrada, die er begraven zou zijn. In 1107 kwam het kapittel onder invloed van de Abdij van Sint-Truiden, maar de kerk werd in 1304 door de Maas verzwolgen. Eind 14e eeuw werd het verarmde kapittel opgeheven en er kwam een nieuwe kerk, die echter omstreeks 1600 werd verwoest om in 1609 herbouwd te worden. In 1617 werden, gezien de naderende Staatse legers, de relieken en kostbaarheden van deze kerk naar 's-Hertogenbosch overgebracht. Mogelijk is toen Sint-Hubertus als patroonheilige gekozen. In 1636 vluchtte de pastoor en in 1648 (Vrede van Münster) kwam de kerk definitief aan de Hervormden, maar ook deze werd in 1717 door de Maas verzwolgen, zie Hervormde kerk (Alem).
Eind 17e eeuw werd het de katholieken toegestaan om in schuurkerken bijeen te komen, maar ook deze hadden te lijden van overstromingen, zoals in 1703, 1711 en 1716.
De schuurkerk van 1758 werd verfraaid in 1829, en in 1873 werd de huidige kerk gebouwd.

## Huidige kerk
Deze kerk werd ontworpen door Arnoldus van Veggel. Het is een eenbeukige bakstenen kruiskerk in neogotische stijl met een geveltoren. De witgestucte houten gewelven zijn bijzonder. Men spreekt wel van stukadoorsgotiek. De pastorie aan de Sint Odrastraat 2 heeft een 18e-eeuws achterhuis. Het voorhuis is van 1875.
In 2017 werd besloten om kerk en pastorie te verkopen. Totdat de kerk verkocht is, blijft zij in gebruik.